# Maki Yuki
Yuki Maki (sinh ngày 26 tháng 6 năm 1984) là một cầu thủ bóng đá người Nhật Bản.

## Sự nghiệp câu lạc bộ
Yuki Maki đã từng chơi cho Nagoya Grampus và Shonan Bellmare.